# Lésigny (Vienne)
Lésigny település Franciaországban, Vienne megyében. Lakosainak száma 525 fő (2022. január 1.). Lésigny Barrou, Chambon, Yzeures-sur-Creuse, Coussay-les-Bois, Mairé és La Roche-Posay községekkel határos.

## Népesség
A település népességének változása:
| Lakosok száma | 539  | 549  | 545  | 537  | 532  | 527  | 522  | 521  | 525  |
|               | 2013 | 2015 | 2016 | 2017 | 2018 | 2019 | 2020 | 2021 | 2022 |